# ترو (قوم)
ترو یا ترر یا ترِرِس یا تریری (یونانی باستان: Τρῆροι) نام یک قبیله تراکیایی بود.
ترری‌ها در شمال غربی تراکیه، در منطقه سردیکا (شهر صوفیه پایتخت فعلی بلغارستان) زندگی می‌کردند. ترری‌های منطقه سردیکا بعدها در جریان مهاجرت تریبالی‌ها به شرق جذب شدند.
در سال ۶۳۷ قبل از میلاد، قبیله ترِرِس از سمت تنگه بسفر تراکیا به سمت آناتولی حمله کرده و آنجا را تسخیر کردند؛ و به فرمان پادشاه خود کوبوس و در اتحاد با کیمریان و لیکیاها، در سال هفتم سلطنت آردیس، پادشاه لیدیا، به پادشاهی لیدیا حمله کردند.
آنها لیدی‌ها را شکست دادند و پایتخت لیدیا، ساردیس را به جز ارگ آن تصرف کردند و احتمالاً آردیس در این حمله کشته می‌شد. پسر و جانشین آردیس، سادیاتس، هم احتمالاً در سال ۶۳۵ قبل از میلاد در حمله دیگری به لیدیا به قتل رسید. اما اندکی پس از سال ۶۳۵ قبل از میلاد، با توافق با آشورها و در اتحاد با لیدیها، سکاها تحت فرمان مدهوان وارد آناتولی شدند، ترِرها را از آسیای صغیر بیرون راندند و سیمریان را شکست دادند تا دیگر تهدیدی برای آنها نباشد و بدین ترتیب بود که سکاها تسلط خود را تا آناتولی مرکزی گسترش دادند.